# Shōrō
Le shōrō, shurō (鐘楼, tour de la cloche) ou kanetsuki-dō (鐘突堂, salle pour frapper la cloche) est le clocher des temples bouddhistes japonais. Il en existe également dans certains sanctuaires shinto comme le Nikkō Tōshō-gū. On en trouve de deux types : le plus ancien, le hakamagoshi (袴腰), possède des murs, contrairement au plus récent, le fukihanachi (吹放ち) ou fukinuki (吹貫・吹抜き).

## Histoire
À l'époque de Nara (710-794), immédiatement après l'arrivée du Bouddhisme au Japon, les clochers des temples étaient des constructions à deux niveaux de 3 × 2 ken. Un temple typique en a normalement deux, un à droite et un à gauche du kyōzō (ou kyō-dō), le bâtiment abritant les sutras. Un exemplaire survivant de ce style est le Sai-in Shōrō du Hōryū-ji, près de Nara (voir galerie).
À l'époque de Heian (794-1185), un nouveau style appelé hakamagoshi fit son apparition : il s'agit d'une structure à deux niveaux en forme de sablier, la cloche étant suspendue au sommet. Le plus ancien hakamagoshi encore debout est le Tō-in Shōrō du Hōryū-ji (voir galerie).
Finalement, au XIIIe siècle, le type fukihanachi fut créé au Tōdai-ji. Toute sa structure est visible, sans mur. Elle fait habituellement 1 ken de haut et 1 ken de côté, avec la cloche au centre. Les quatre piliers présentent parfois une légère inclinaison vers l'intérieur, appelée uchikorobi (内転び, chute vers l'intérieur). Après l'époque de Nara, durant laquelle la disposition des temples était strictement calquée sur celle des édifices chinois, la position du clocher cessa d'être fixée ; elle varie de temple en temple. Les toits sont à pignon (切妻造, kirizuma-zukuri) ou à pans coupés (入母屋造, irimoya-zukuri).

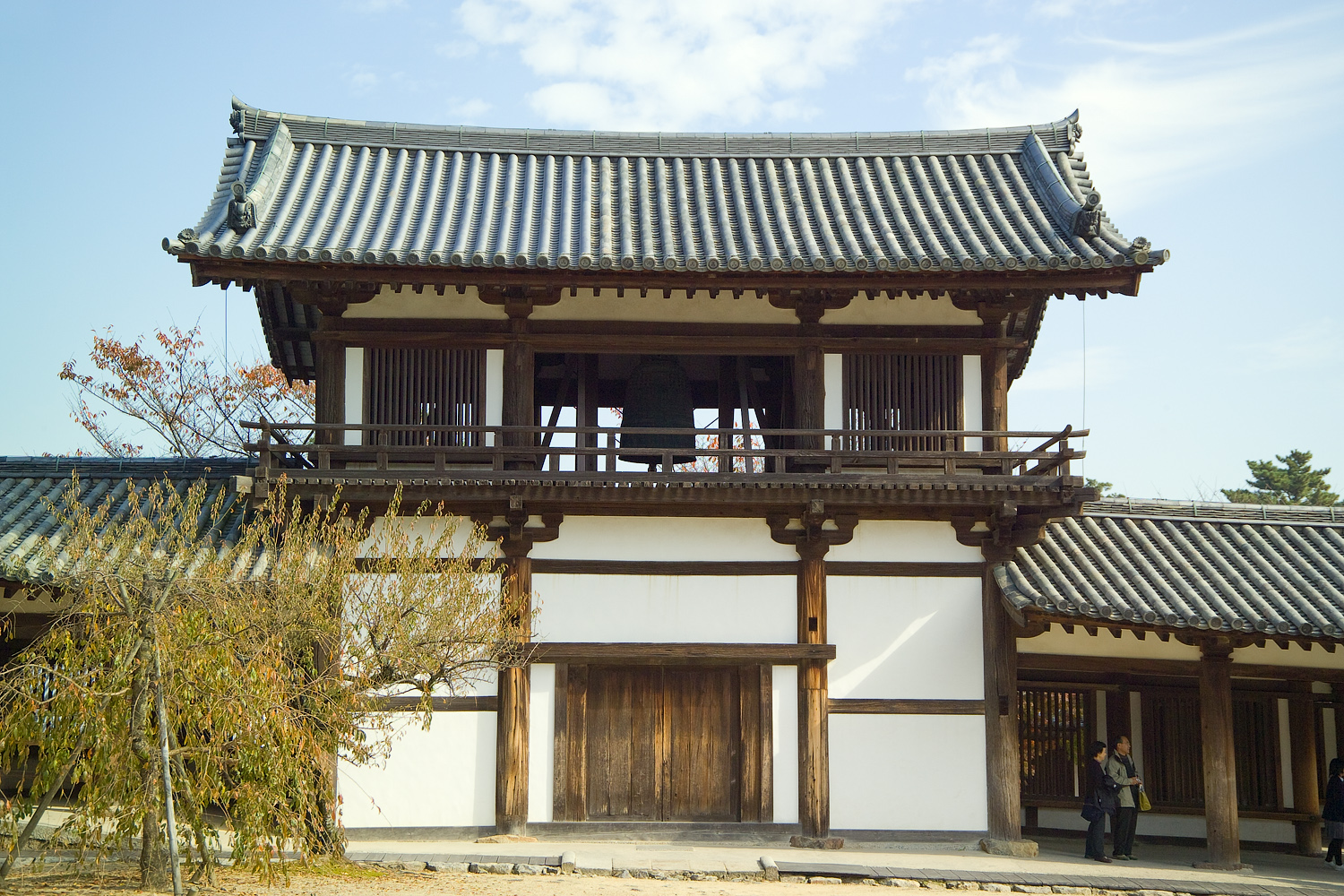
Le Sai-in shōrō du Hōryū-ji est un exemple de clocher de la période de Nara.
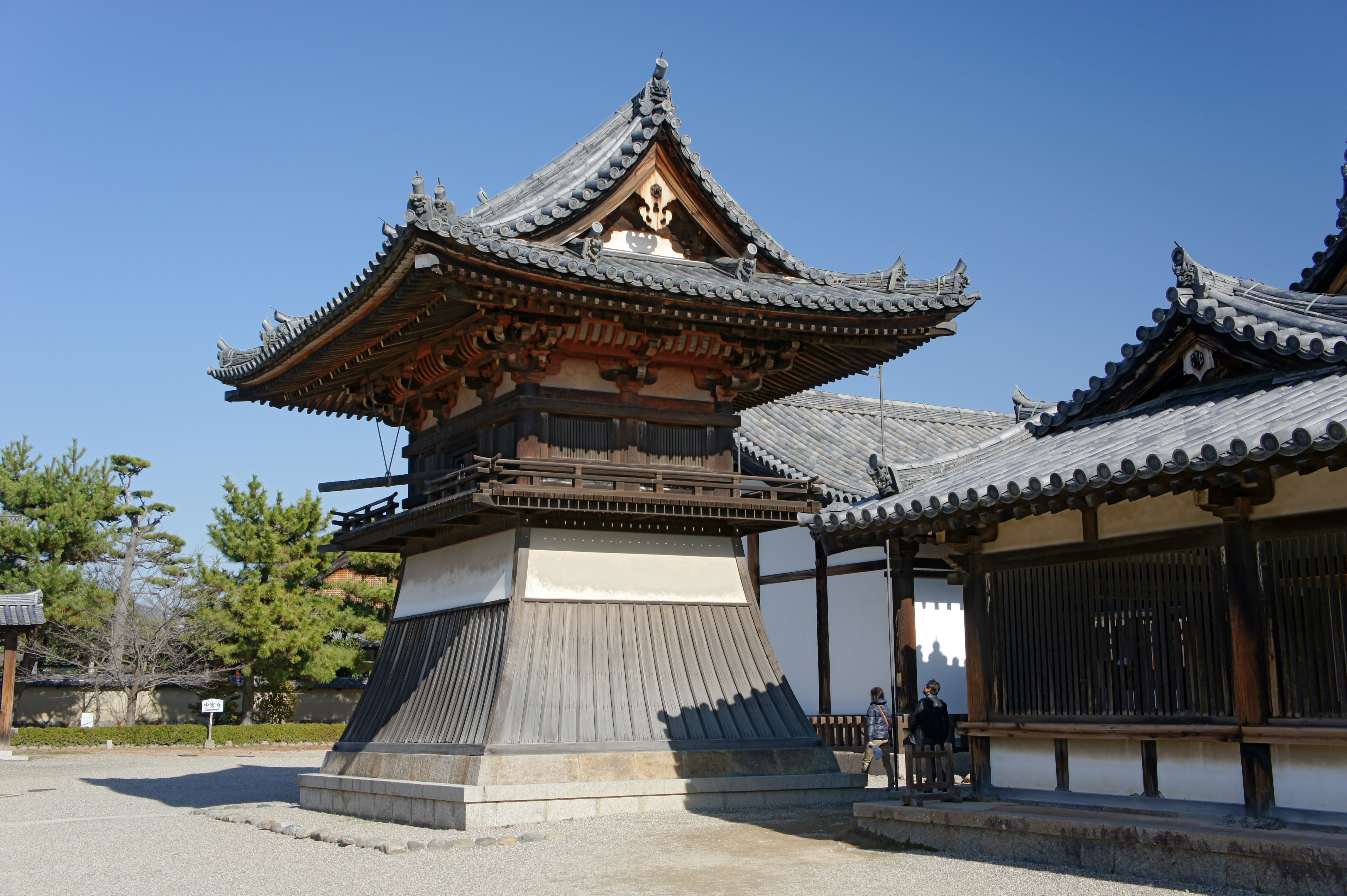
Le Tō-in shōrō du Hōryū-ji est un hakamagoshi typique.
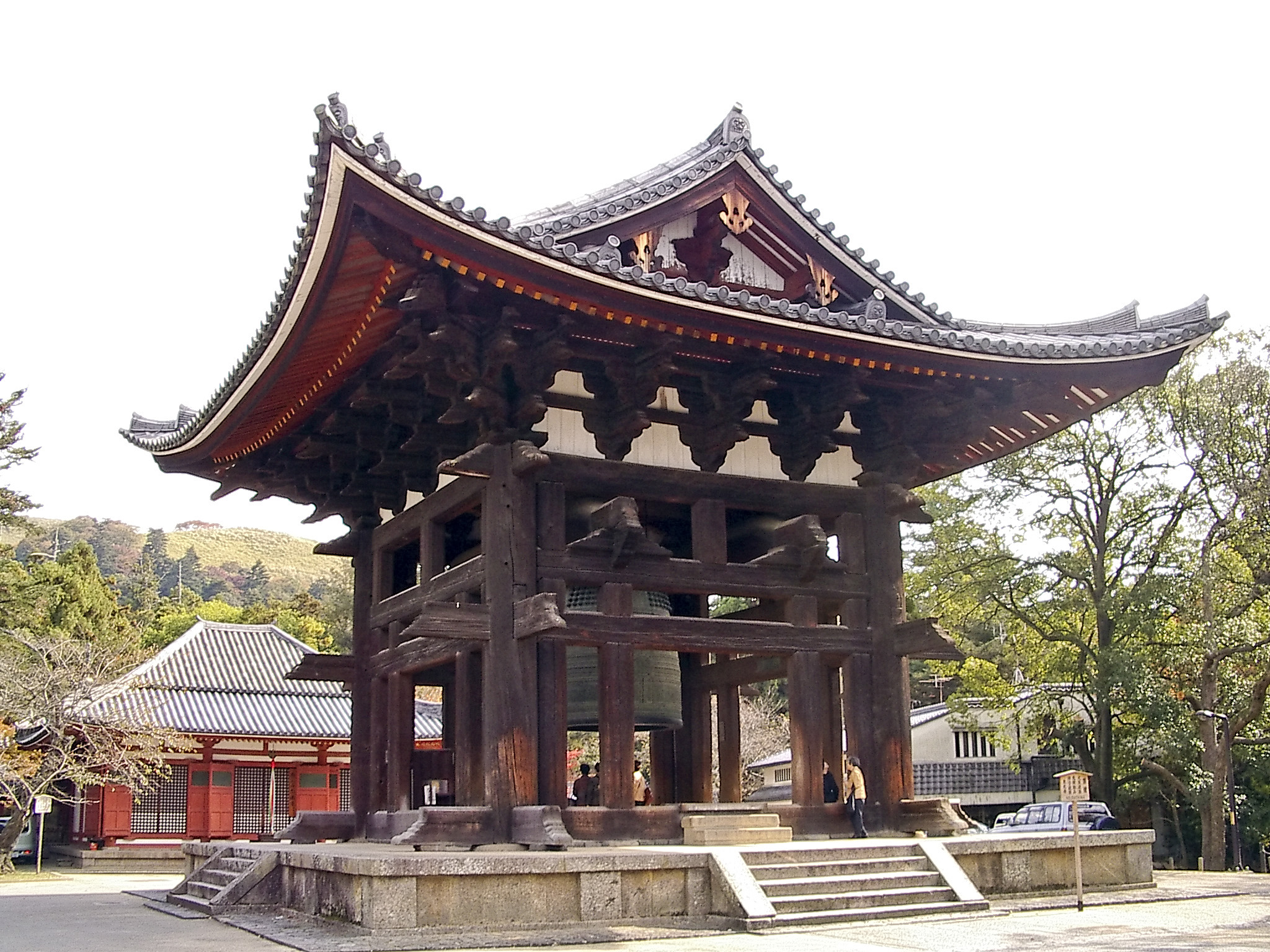
Le shōrō du Tōdai-ji est un fukihanachi d'une taille très au-dessus de la moyenne.
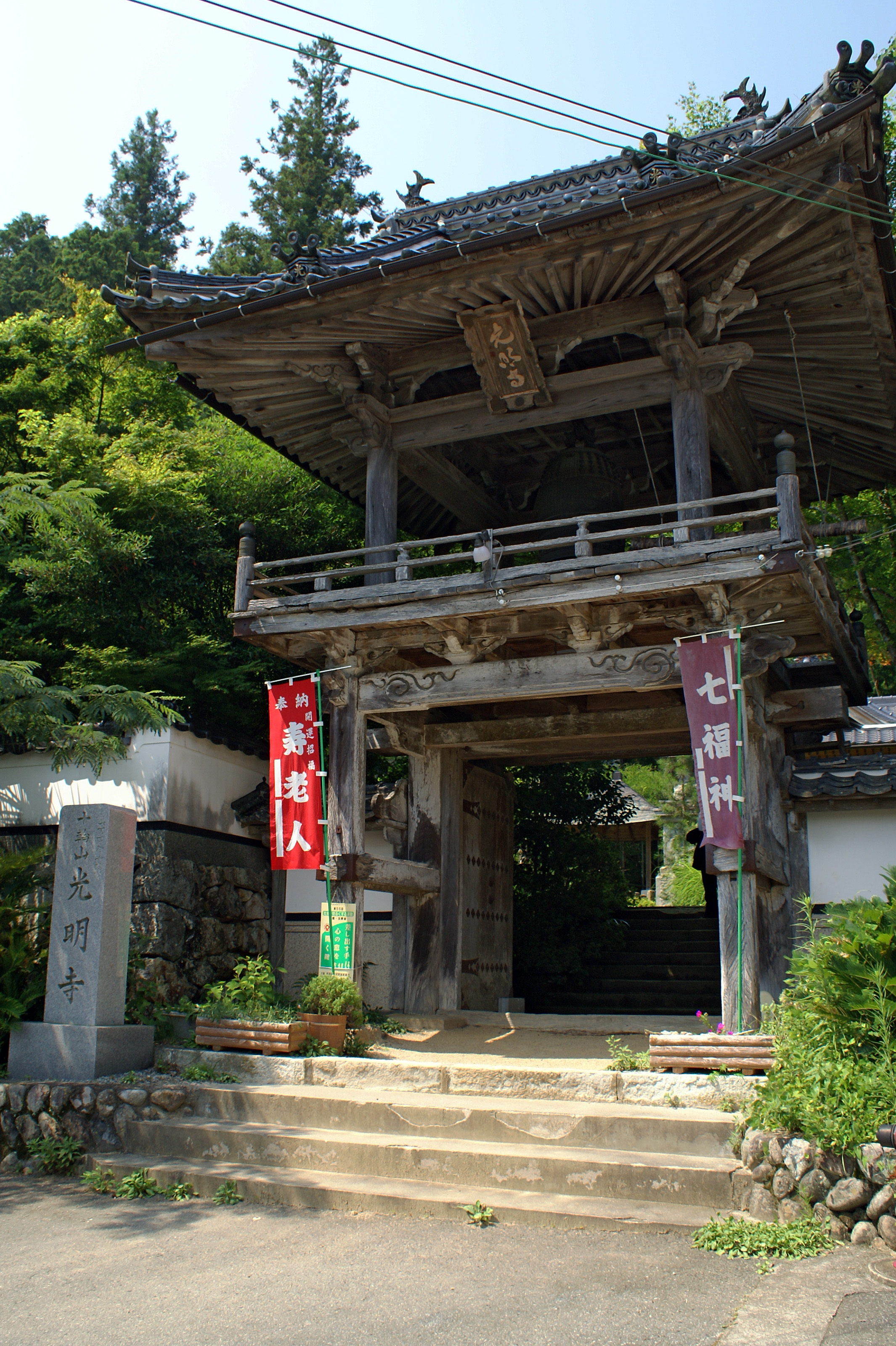
La cloche est parfois installée dans le rōmon (tour porte).